# Catavana-AS Corbeil-Essonnes-Cedico
Catavana-AS Corbeil-Essonnes-Cedico ist ein ehemaliges französisches Radsportteam, das 1994 für nur eine Saison bestand.

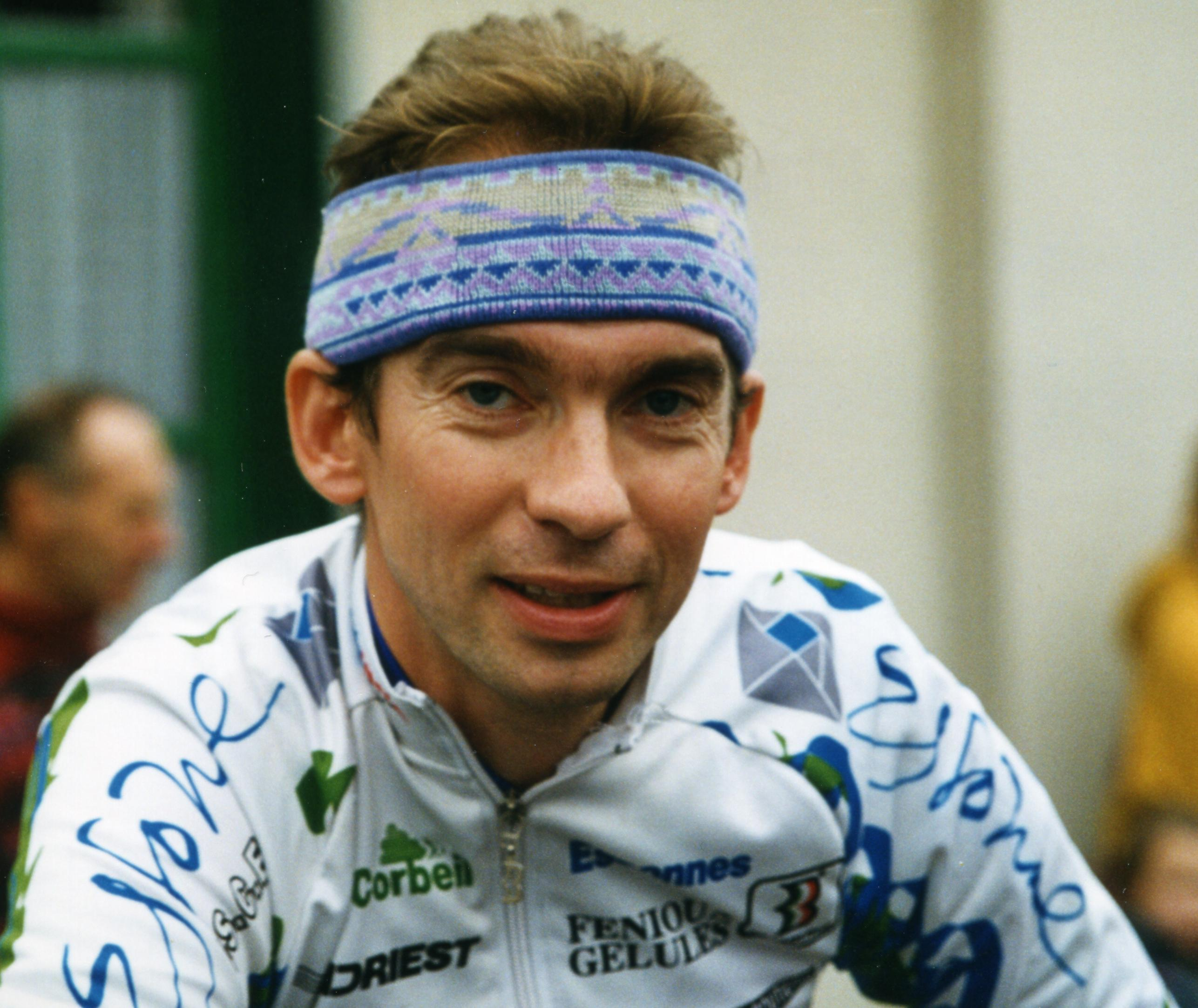
Patrice Esnault

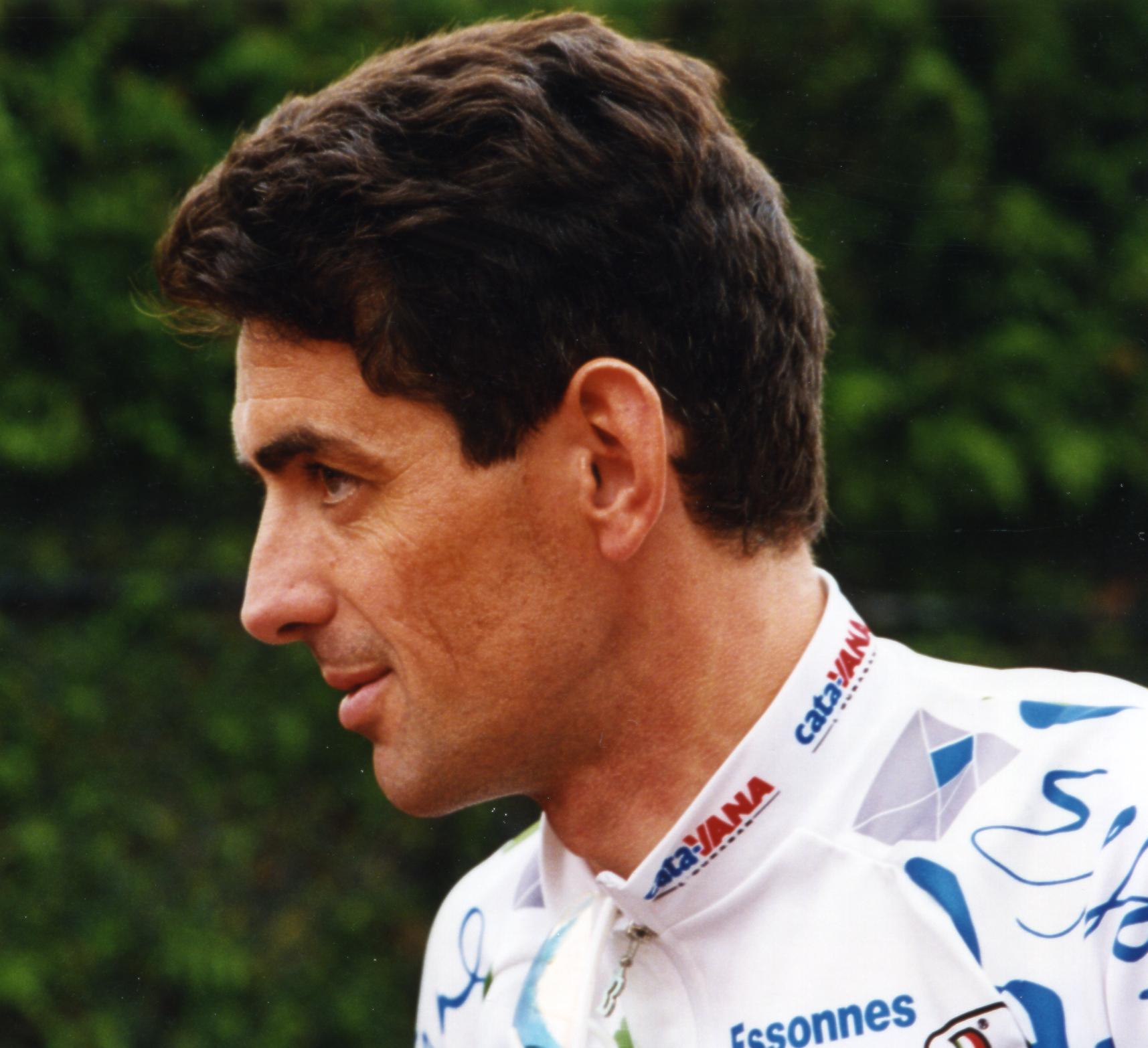
Marc Madiot

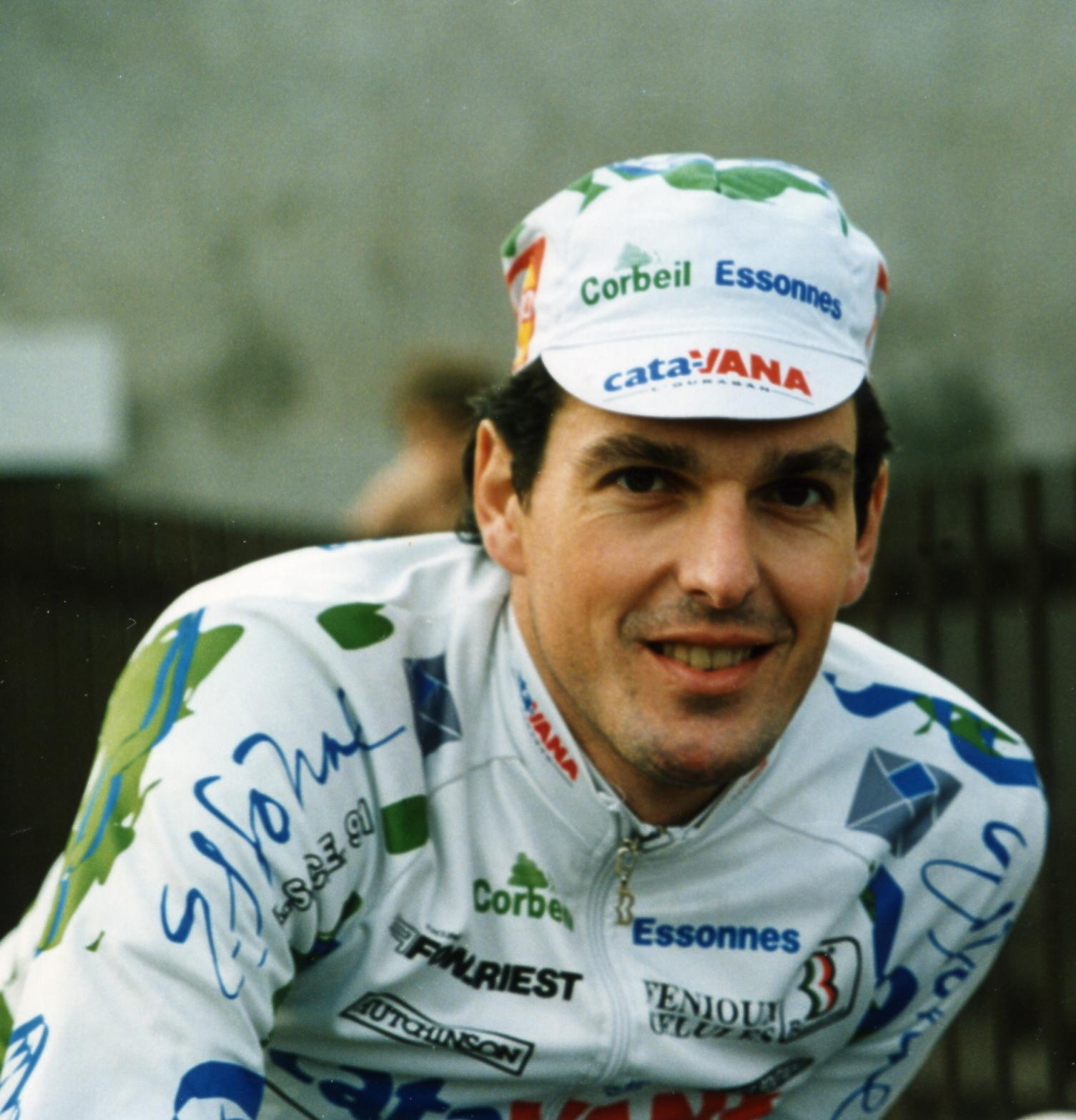
Franck Boucanville

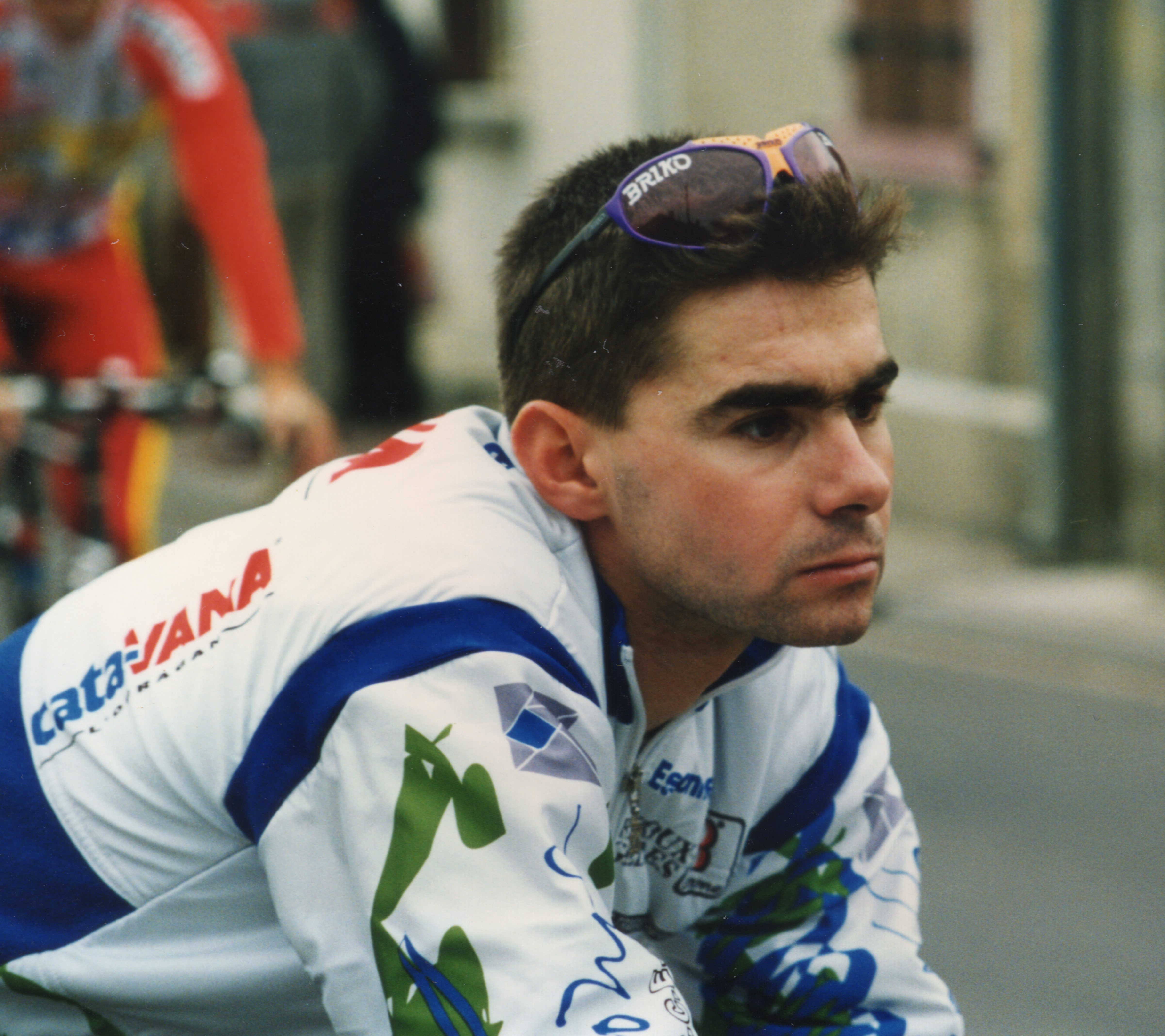
Pierrick Gillereau

## Geschichte
Die Entstehung des Teams ging vermutlich auf eine Initiative des Präsidenten der Französischen Radsportverbandes, Daniel Baal, zurück. Die Initiative sollte Amateurvereine dazu ermutigen ins Profilager zu wechseln und somit den Mangel an professionellen französischen Radsportteams ausgleichen.
Der Amateurclub AS Corbeil-Essonnes Club kam dem Wunsch des Französischen Radsportverbandes nach, gründete ein professionelles Team und konnte als Hauptsponsor einen Hersteller von Gartengeräten gewinnen. Als weiterer Sponsor fungierte eine Supermarktkette, welche in Nordfrankreich beheimatet ist. Teamleiter wurde Didier Paindavaine.
Fahrer wie Marc Madiot und Patrice Esnault versprachen gute Ergebnisse ab März und somit die Hoffnung zur Tour de France eingeladen zu werden.
Jérôme Chiotti konnte den ersten Sieg der Saison bei einem Querfeldein-Rennen erzielen. Im Februar folgte ein dritter Platz von Christian Chaubet beim Etoile de Bessèges. Im März stieß Sean Kelly zum Team und erhöhte dadurch die Wahrscheinlichkeit, dass das Team bei Paris–Nizza und Paris–Roubaix eine Einladung zur Teilnahme bekommt. Diese Hoffnungen erfüllten sich jedoch nicht und während Paris–Roubaix verlor das Team auch noch Marc Madiot durch einen schweren Sturz für längere Zeit.
Im Mai verzeichnet das Team zwei Siege in nationalen Rennen und im Juni fuhr der Mexikaner Miguel Arroyo eine gute Midi Libre, welches er auf dem achten Platz beendete. Später fuhr das Team ein gutes Critérium du Dauphiné, unter anderem ein zweiter Etappenplatz von Sean Kelly auf der 4. Etappe. Diese Ergebnisse gaben Hoffnung auf eine Last-Minute-Einladung zur Tour de France. Im Juni wurde Kelly Vizemeister in Irland, jedoch verlor man Arroyo, welcher von Chazal abgeworben wurde. Letztendlich blieb die Einladung zur Tour de France aus.
Gegen Ende der Saison gewann das Team bei der Tour de l’Ain die vierte Etappe. Insgesamt war Lars Michaelsen fleißigster Sieger, aber meistens bei unterklassigen Rennen wie eine Etappe bei der Boland Bank Tour, Gesamtwertung und zwei Etappen bei der Milwaukee Superweek oder beim Monédières Bol d’or.
Auch der Sieg von Lars Michaelsen bei Paris–Bourges konnte die Auflösung nicht mehr aufhalten. Marc und Yvon Madiot, Sean Kelly und Patrice Esnault beendeten ihre Karrieren und das Team wurde nach nur einer Saison als Profi-Team aufgelöst und ging wieder zurück in die Amateurklasse.

## Doping
Während Bestand des Teams gab es nur einen Missbrauch von Steroiden beim Etoile de Bessèges durch Pierrick Gillereau. Weitere Fahrer gaben später selbst zu Doping betrieben zu haben beziehungsweise wurde später überführt.

## Erfolge
1994
- Paris–Bourges
- zwei Etappen Tour de l’Oise
- eine Etappe Tour de l’Ain
- eine Etappe Boland Bank Tour
- Irische Meisterschaften – Straßenrennen

## Bekannte ehemalige Fahrer
- Lars Michaelsen  (1994)
- Marc Madiot  (1994)
- Sean Kelly  (1993)
- Patrice Esnault  (1994)